# Priceless (musikalbum)
Priceless är ett album av artisten Dree Low. Det var Dree Lows sjätte och sista album. Albumet släpptes den 25 mars 2021.
Albumet innehåller 13 låtar, med gäster som Einár Adel, Z.E, Ricky Rich, Dani M, och Owen. Albumet nådde första plats på Sverigetopplistan.

## Låtlista
| Nr  | Titel                       | Längd | Notering |
| --- | --------------------------- | ----- | -------- |
| 1.  | Mimosa                      | 2:51  |          |
| 2.  | Freddy K (med P.J)          | 2:37  |          |
| 3.  | SSM LS (med Einár)          | 3:16  |          |
| 4.  | Plug Talk                   | 2:19  |          |
| 5.  | Sin City (med Ricky Rich)   | 2:57  |          |
| 6.  | Benjamins                   | 2:59  |          |
| 7.  | Don't try (med Einár & Z.E) | 2:31  |          |
| 8.  | Allt är svart               | 2:41  |          |
| 9.  | Generel (med Dani M)        | 2:53  |          |
| 10. | Small World                 | 2:38  |          |
| 11. | Lita på mig (med Adel)      | 2:46  |          |
| 12. | Tarzan                      | 3:21  |          |
| 13. | Birkin Bag (med Owen)       | 2:29  |          |